# 洛姆 (厄尔省)
洛姆（法語：L'Hosmes，法語發音：[lom]）是法国厄尔省的一个市镇，属于埃夫勒区。

## 地理
洛姆（48°47'13"N, 1°2'2"E）面积6.74 平方千米，位于法国诺曼底大区厄尔省，该省份为法国北部内陆省份，北起滨海塞纳省，西接奧恩省和卡爾瓦多斯省，南至厄尔-卢瓦省，东临瓦兹省、瓦兹河谷省和伊夫林省。
与洛姆接壤的市镇（或旧市镇、城区）包括：阿夫尔河畔布勒、伊通河畔梅尼勒、圣玛丽达泰。

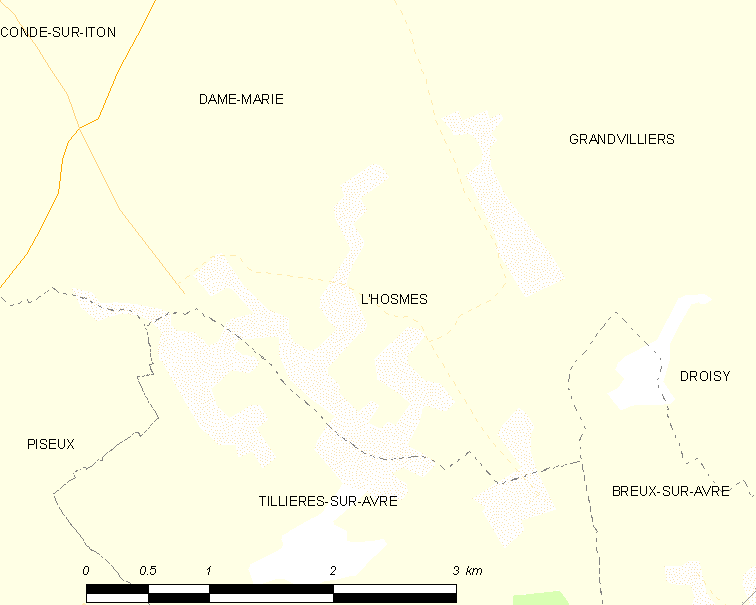
的OSM定位图

洛姆的时区为UTC+01:00、UTC+02:00（夏令时）。

## 行政
洛姆的邮政编码为27570，INSEE市镇编码为27341。

## 政治
洛姆所属的省级选区为阿夫尔河和伊通河畔韦尔讷伊县。

## 人口

1962-2008年间人口变化图示

洛姆于2022年1月1日时的人口数量为66人。